# قربان كندي
قربان‌ كندي هي قرية في مقاطعة ملكان، إيران. عدد سكان هذه القرية هو 398 في سنة 2006.